# Otto Meyer (Radsportler)

Otto Meyer (1903)

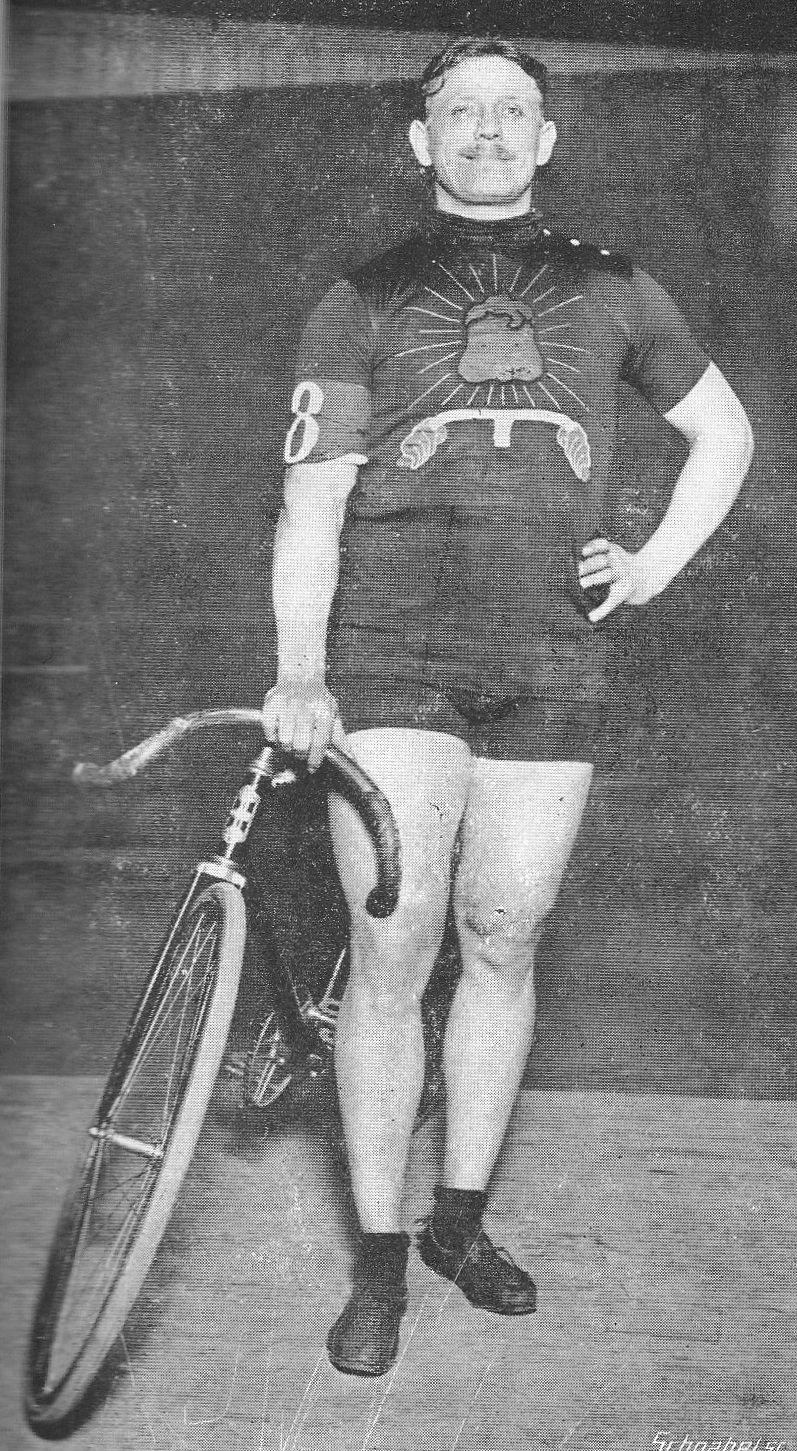
Meyer im Jahre 1910

Friedrich Otto Meyer (* 4. November 1882 in Ludwigshafen am Rhein; † im 20. Jahrhundert) war ein deutscher Radrennfahrer.
Meyer war der Sohn des Fabrikarbeiters und späteren Eisenbahnbediensteten Heinrich Meyer. Gegen den Willen seines Vaters brach Otto Meyer die Schule ab und begann eine Ausbildung als Mechaniker. Zunächst fuhr er Rennen als Amateur, seit 1899 als Profi. 1908 belegte er den zweiten Platz bei der deutschen Meisterschaft im Sprint hinter Richard Scheuermann, im Jahr darauf errang er den Titel. 1909 und 1913 gewann er den Großen Preis von Berlin. 1911 wurde er in Dresden inoffizieller Weltmeister im Sprint (aufgrund von Konflikten mit dem Weltradsportverband Union Cycliste Internationale (UCI) führte der Bund Deutscher Radfahrer in jenem Jahr eigene Weltmeisterschaften durch). 1910 sowie 1914 wurde Meyer, der sich auch als Ringer betätigte und der „dicke Otto“ genannt wurde, jeweils Dritter der deutschen Sprint-Meisterschaft. Auch im Ausland war er erfolgreich, so gewann er 1960 den Grand Prix du Conseil municipal de la ville de Paris.
Über sein weiteres Schicksal gibt es widersprüchliche Versionen: Zum einen soll Otto Meyer im Ersten Weltkrieg in französische Kriegsgefangenschaft gekommen und seitdem vermisst sein. Zum anderen wird berichtet, Meyer sei nach dem Krieg in die Vereinigten Staaten ausgewandert. Nach neueren Erkenntnissen soll sich Meyer 1923 in Schifferstadt politisch engagiert und für eine Unabhängigkeit der Pfalz eingesetzt haben. Das Rennrad Meyers, auf dem er 1911 „Weltmeister“ wurde, befindet sich noch heute im Besitz seines Vereins RC Friesenheim.
Von 1902 bis zur Scheidung 1917 war er mit Elisabeth Rossmann verheiratet, ein Sohn des Paares war bereits 1901 geboren worden.